# Anita Shreve
Anita Shreve (Dedham, Massachusetts; 7 de octubre de 1946-Newfields, Nuevo Hampshire; 29 de marzo de 2018) fue una escritora estadounidense, tanto de artículos periodísticos como de novelas románticas.

## Biografía
Hija de un piloto y de un ama de casa, se graduó en la Universidad Tufts. Mujer polifacética, compaginó una incipiente carrera de escritora mientras impartía clases en el Instituto.
En 1975 publicó Past de Island, Drifting, una recopilación de varios relatos cortos galardonada con el Premio O. Henry. Poco después se trasladó a Kenia y trabajó como periodista para Quest, US y Newseek. De vuelta a Estados Unidos, siguió colaborando como articulista hasta que se dedicó de lleno a la creación literaria, compaginando el ensayo con la novela. En ambos géneros, la mujer se erige en el centro narrativo, con sus pasiones, conflictos y secretos, y su celo por vivir una existencia que nunca es fácil. Su obra de ficción ha recibido los premios PEN/L.L. Winship y el de Nueva Inglaterra.
En 2017 anunció que estaba enferma de cáncer, y canceló sus apariciones públicas para someterse a la quimioterapia. Falleció en su casa en el sur de Nuevo Hampshire, el 29 de marzo de 2018.

## Obras

### Ficción
- Past the Island, Drifting (1975)
- Eden Close (1989)
- Extraños arrebatos de amor y de ira (Strange Fits of Passion) (1991)
- ¿Quién recuerda dónde o cuándo? (Where or When) (1993)
- Resistance (1995)
- El peso del agua (The Weight of Water) (1997)
- La mujer del piloto (The Pilot's Wife) (1998)
- Olympia (Fortune's Rocks) (1999)
- The Last Time They Met (2001)
- Sea Glass (2002)
- All He Ever Wanted (2003)
- Light on Snow (2004)
- Una boda en diciembre (A Wedding In December) (2005)
- Body Surfing (2007)
- Testimony (2008)
- A Change in Altitude (2009)
- Rescue (2010)
- The Lives of Stella Bain (2013)
- The Stars Are Fire (2017)

### No ficción
- Remarking Motherhood: How Working Mothers are Shaping Our Children's Future (1987)
- Women Together, Women Alone: The Legacy of the Conciousness-Raising Movement (1989)

## Adaptaciones cinematográficas
Su novela El peso del agua fue adaptada a la gran pantalla por la directora Kathryn Bigelow con Sean Penn y Elizabeth Hurley como protagonistas.